# Pterospoda
Pterospoda là một chi bướm đêm thuộc họ Geometridae.